# Mas Pous (la Jonquera)
El Mas Pous és una masia de la Jonquera (Alt Empordà) inclosa a l'Inventari del Patrimoni Arquitectònic de Catalunya.

## Descripció
Mas situat a uns tres quilòmetres del poble. És un edifici que té un mur de pedra al seu davant que dificulta la visió de tot l'edifici, i a la cantonada d'aquest trobem una pallissa de pedra amb petites obertures carreuades, i coberta a una sola vessant. L'edifici del mas, és un edifici de planta rectangular, de planta baixa i pis, i amb coberta de teula a dues vessants. El paredat de l'edifici és de pedra, però en algunes zones trobem que s'ha arremolinat. La façana principal compta amb una escala exterior que serveix de via d'accés al primer pis, sostinguda per una volta rebaixada. Les obertures de tota la casa són carreuades, exceptuant un tram de l'edifici que va ser construït fa pocs anys, fet que podem veure pel tipus d'obertures i per la façana arremolinada.